# Fünf Freunde 5
Fünf Freunde 5 (Nederlands: De Vijf en de Vallei van de Dinosauriërs) is een Duitse jeugdfilm, gebaseerd op de gelijknamige boekenserie van Enid Blyton. Het is de eerste film met de huidige acteurs.

## Rolverdeling
- Marinus Hohmann als Julian
- Ron Antony Renzenbrink als Dick
- Amelie Lammers als Anne
- Allegra Tinnefeld als George
- Bernadette Heerwagen als Aunt Fanny
- Jacob Matschenz als Marty